# Diego Perotti
Diego Perotti (n. 26 iulie 1988, Moreno, Argentina) este un fotbalist argentinian. Joacă ca extremă stânga la clubul Fenerbahçe SK din Süper Lig din Turcia.  

## Cariera

### Sevilla
În vara anului 2007, Sevilla FC din Spania s-a făcut cu serviciile sale pentru un total de 200.000 de euro, formând parte din Sevilla Atlético, echipa filialului. Prima sa convocare la prima echipă în ligă a fost pe 8 februarie 2009, în fața lui Real Betis Balompié, dar nu a debutat. Pe 15 februarie 2009 a debutat cu prima echipă în Prima Divizie, într-un meci a lui Sevilla cu RCD Espanyol pe Stadionul Olimpic Lluis Companys și s-a încheiat cu victorie pentru Sevilla 0-2. Ulterior, un gol al său a clasat-o pe Sevilla pe poziția a 3-a în Liga.
Pe 10 decembrie din 2009, președintele lui Sevilla, Jose Maria del Nido, a anunțat în cadrul adunării generale a acționarilor băncii pentru reînnoirea contractului lui Perotti pentru șase sezoane, cu o clauză de reziliere de 48 milioane de euro.
Între debutul în anul 2009 și plecarea lui de la club în 2014, el a jucat 188 întâlniri oficiale, în care a marcat 14 goluri. Leziunile nu i-au permis să triumfe la andaluzi.

### Boca Juniors
La începutul anului 2014, este dorit de mai multe cluburi europene, printre care AS Monaco, deși jucătorul a decis să meargă 6 luni de împrumut la clubul său de suflet, unde tatăl său este idol, Boca Juniors din Argentina.
A jucat doar 2 meciuri, 15 minute în primul și numai 7 minute în cea de-a doua. A trecut și pe la Boca.

### Genoa
După trecerea sa pe la Boca Juniors, unde nu s-a bucurat de minutele așteptate din cauză că nu s-a putut recupera pe deplin de o accidentare cu care a sosit, a semnat pentru Genoa din Serie A. La gruparea italiană, Perotti a revenit pentru a juca cu frecvență și a arătat o performanță bună, fiind unul dintre liderii echipei.

### Roma
Pe data de 1 februarie 2016, s-a confirmat împrumutul său la AS Roma. Argentinianul a marcat un gol și trei pase decisive în primele 6 jocuri cu noua lui echipă, astfel încât clubul și-a exercitat opțiunea de cumpărare pentru a rămâne cu jucătorul în proprietate.

## Cluburi
| Club                  | País      | Año         |
| --------------------- | --------- | ----------- |
| Deportivo Morón       | Argentina | 2006-2007   |
| Sevilla Atlético      | Spania    | 2007 - 2008 |
| Sevilla FC            | Spania    | 2009 - 2013 |
| Boca Juniors (cedido) | Argentina | 2014        |
| Genoa CFC             | Italia    | 2014 - 2016 |
| AS Roma               | Italia    | 2016 -      |

## Palmares

### Campionatele naționale
| Titlu        | Club       | Tara   | An      |
| ------------ | ---------- | ------ | ------- |
| Copa del Rey | Sevilla FC | Spania | 2009/10 |

### Campionate internaționale
| Titlu               | Club       | Sediul | An      |
| ------------------- | ---------- | ------ | ------- |
| Europa league UEFA* | Sevilla FC | Italia | 2013/14 |

(*) A jucat doar jumătate de sezon, dar i-se recunoaște titlul.